# Distretto di Jiangdu
Il distretto di Jiangdu (江都区S, Jiāngdū QūP) è un distretto della Cina, situato nella provincia di Jiangsu e amministrato dalla prefettura di Yangzhou. 
Yangzhou Taizhou International Airport si trova a Dinggou. La grande città di Jiangdu fa parte del distretto di Jiangdu. 

## Comuni
- Daqiao
- Dinggou
- Dinghuo
- Fanchuan
- Guocun
- Hongjian
- Putou
- Shaobo
- Wuqiao
- Xiannü
- Xiaoji
- Yiling
- Zhenwu